# Disparition (mini-série)
Pour les articles homonymes, voir Disparition (homonymie) et Taken.
Disparition (Taken) est une mini-série américaine de science-fiction en dix épisodes de 88 minutes, créée par Leslie Bohem et diffusée entre le 2 et le 13 décembre 2002 sur Sci Fi Channel.
En France, la série est diffusée entre le 30 novembre 2003 et le 1er février 2004 sur Canal+, et au Québec à partir du 6 mai 2004 à la Télévision de Radio-Canada.

## Synopsis
Disparition est une histoire multi-générationnelle qui se déroule sur cinq décennies et sur quatre générations, se concentrant sur trois familles : les Keys, les Crawford et les Clarke. Le vétéran de la Seconde Guerre mondiale, Russel Keys, est tourmenté par des cauchemars concernant son enlèvement par des extraterrestres durant la guerre ; l'incident de Roswell transforme Owen Crawford de l'ambitieux capitaine de Air Force en conspirateur démoniaque du gouvernement ; Sally Clarke, mariée, mère de deux enfants et malheureuse, est mise enceinte par un extraterrestre. Alors que les décennies s'écoulent, chaque héritier de la famille est victime des machinations des extraterrestres, dont l'apogée est la naissance d'Allie Keys, produit final des expériences des extraterrestres, qui tient leurs destins entre ses mains.

## Fiche technique
- Création et Scénario : Leslie Bohem
- Producteur : Richard Heus
- Coproducteurs : James Lima et Julie Herlocker
- Producteurs exécutifs : Darryl Frank, Leslie Bohem et Steven Spielberg
- Coproducteurs exécutifs : Joe M. Aguilar et Steve Beers
- Réalisation : Tobe Hooper, Breck Eisner, Félix Enriquez Alcalà, John Fawcett, Jeremy Kagan, Michael Katleman, Sergio Mimica-Gezzan, Bryan Spicer, Jeff Woolnough, Thomas J. Wright
- Musique : Laura Karpman
- Directeurs de la photographie : Jonathan Freeman et Joel Ransom
- Montage : Toni Morgan, Fred Toye, David Abramson, Michael D. Ornstein et Eric Goldfarb
- Distribution : Allison Jones, Heike Brandstatter et Coreen Mayrs
- Création des décors : Chris Gorak
- Création des costumes : Susan De Laval
- Effets spéciaux de maquillage : Toby Lindala
- Supervision des effets visuels : James Lima
- Compagnie de production : DreamWorks Television
- Compagnie de distribution : DreamWorks Distribution
- Budget (Estimation) : 40 000 000 $
- Durée : 877 minutes
- Son : Anglais Dolby Digital
- Image : Couleurs
- Ratio : 1.78:1 Panavision
- Film : 35 mm
- Genre : Science-Fiction

## Distribution

### Famille Crawford
- Joel Gretsch (VF : Arnaud Arbessier) : Owen Crawford
- Tina Holmes (VF : Véronique Soufflet) : Anne Crawford
- Ryan Merriman (VF : Fabrice Josso) : Sam Crawford
- Andy Powers (VF : Pierre Tessier) : Eric Crawford
- Heather Donahue (VF : Marie-Eugénie Maréchal) : Mary Crawford

### Famille Keys
- Julie Benz (VF : Ninou Fratellini) : Kate Keys
- Steve Burton (VF : Guy Chapellier) : le capitaine Russell Keys
- Desmond Harrington (VF : Alexis Victor) : Jesse Keys
- Julie Ann Emery (VF : Barbara Tissier) : Amelia Keys
- Adam Kaufman (VF : Alexis Tomassian) : Charlie Keys adulte
- Dakota Fanning (VF : Adeline Chetail) : Allie Keys-Clarke

### Famille Clarke
- Catherine Dent (VF : Véronique Augereau) : Sally Clarke
- Eric Close (VF : Vincent Ropion) : John (extraterrestre)
- Anton Yelchin (VF : Olivier Martret) : Jacob Clarke enfant
- Ryan Hurst (VF : Stefan Godin) : Tom Clarke
- Chad Morgan (en) : Becky Clarke adulte
- Chad Donella : Jacob Clarke adulte
- Emily Bergl (VF : Vanina Pradier) : Lisa Clarke adulte
- Dakota Fanning (VF : Adeline Chetail) : Allie Keys-Clarke
- Elle Fanning : Allie à 3 ans

### Autres
- Matt Frewer (VF : Thierry Ragueneau) : Dr Chet Wakeman
- Willie Garson : Dr Kreutz
- John Hawkes (VF : Philippe Dumond) : Marty Erickson
- Jason Gray-Stanford (VF : Xavier Béja) : le lieutenant Howard Bowen
- Gabrielle Rose : Dr Harriet Penzler

 Source et légende : version française (VF) sur RS Doublage

## Épisodes
1. Au-delà du ciel (Beyond the Sky)
2. Jacob et Jesse (Jacob and Jessie)
3. De grandes espérances (High Hopes)
4. Épreuves décisives (Acid Tests)
5. Entretien (Maintenance)
6. Charlie et Lisa (Charlie and Lisa)
7. L'équation de Dieu (God's Equation)
8. Assaut sur les vaisseaux (Dropping the Dishes)
9. John (John)
10. Disparition (Taken)

## Commentaires
Filmée à Vancouver, au Canada, cette mini-série a été réalisée par Breck Eisner, Félix Enríquez Alcalá, John Fawcett, Tobe Hooper, Jeremy Paul Kagan, Michael Katleman, Sergio Mimica-Gezzan, Bryan Spicer, Jeff Woolnough et Thomas J. Wright. Elle a été produite par Leslie Bohem et Steven Spielberg.
Steven Spielberg a toujours été passionné par les OVNIs et les extraterrestres, comme en témoigne sa trilogie les concernant (Rencontres du troisième type, E.T. l'extra-terrestre et La Guerre des mondes). Il demanda donc à Leslie Bohem, également scénariste du Pic de Dante et de Daylight, d'écrire les trois premiers épisodes mais celui-ci s'engagea à finir la série seul.
La mini-série est une véritable saga se déroulant sur 50 ans, de 1950 à nos jours, et sur quatre générations. Bohem a voulu expliquer et se servir de tous les événements paranormaux pour construire sa fresque, comme l'incident de Roswell, la zone 51, les lumières de Lubbock, les Foo fighters ou encore les agroglyphes.

## Récompenses
- Emmy Award 2003 : Meilleure télésuite